# Clown, Cavalo, Salamandra (Amadeo)
Clown, Cavalo, Salamandra é uma pintura a guache do pintor modernista português Amadeo de Souza Cardoso (1887-1918) datada de 1911 e pertencente à Coleção Moderna do Museu Calouste Gulbenkian em Lisboa.
Clown, Cavalo, Salamandra é o mais reproduzido dos guaches de Amadeo, e foi, provavelmente, uma das obras incluidas na sua primeira exposição em conjunto com Modigliani que ocorreu em 1911, e que contou nos convidados de honra com Apollinaire, Brancusi, Derain, Max Jacob e Picasso.
A obra está assinada no canto inferior esquerdoː «A.S.C.» em sobreposição

## Descrição
Conhecem-se dois desenhos preparatórios idênticos deste guache (ver página da lista de obras do autor da FCG), nos quais a posição do cavalo parece copiada do pergaminho japonês do século XII da autoria do pintor Fujiwara Takanobu (1142–1205), apresentando-se obra similar ainda que ligeiramente mais recente em Galeria.
No guache, ao contrário dos dois desenhos peparatórios, a figura do cavaleiro montado foi retirada, aparecendo, por sua vez, um inusitado chapéu colorido de palhaço (clown). Também o cavalo, que passa a ser o único protagonista, apesar de não ser malhado nos desenhos, ganha uma inesperada pele de salamandra, com círculos brancos e verdes (o que constitui um exacerbar do malhado do cavalo japonês), malha de signos pictóricos que, no mesmo ano em que Franz Marc começara a pintar os cavalos azuis (em Galeria), e antes da invenção dos círculos órficos de Robert Delaunay, se tornará um motivo recorrente na obra de Amadeo que a vai manipulando de formas diferentes.

## Apreciação
Segundo Afonso Ramos, na página da Fundação Calouste Gulbenkian sobre a obra, embora o desenho predominasse então na atividade de Amadeo, a experiência breve com o guache terá sido decisiva, levando-o às experiências a óleo que desenvolve a seguir, impondo à simplicidade gráfica das composições o colorido e a materialidade intensa que se tornam uma das suas marcas distintivas, explorando novos meios para representar o ritmo e o movimento dos seus recorrentes temas de caça.
Prossegue Afonso Ramos referindo que, ao invés da selva exótica seguida por Henri Rousseau, Amadeo efectua no guache o enquadramento esquemático e minimalista de plantas no plano frontal e de uma palmeira de lado, sendo esta última colocada num canteiro. Parece assim a cena situar-se num interior (circo?) que é cruzado por uma faixa amarela que une os vários elementos da imagem, caracterizados pelo espaço plano e pelas escalas diferenciadas. Desconhece-se alguma eventual referência narrativa da inscrição Clown, Cavalo, Salamandra, pelo que a combinação aparentemente aleatória de palavras parece anunciar o uso futurista que dessa aleatoridade fará mais tarde.
A ilustração insólita evoca o ambiente festivo na linha da exuberância visual de Amadeo, recorrendo ao circo como componente da cultura popular, para explorar, de modo visualmente apelativo, possibilidades pictóricas da cor e do desenho. Parece assim poder haver referência e paralelismo à famosa obra de Seurat, O Circo (1890), cujas cores têm no guache de Amadeo algum eco, e que parece ter sido citada diretamente por Amadeo noutro desenho do mesmo ano.

## Galeria

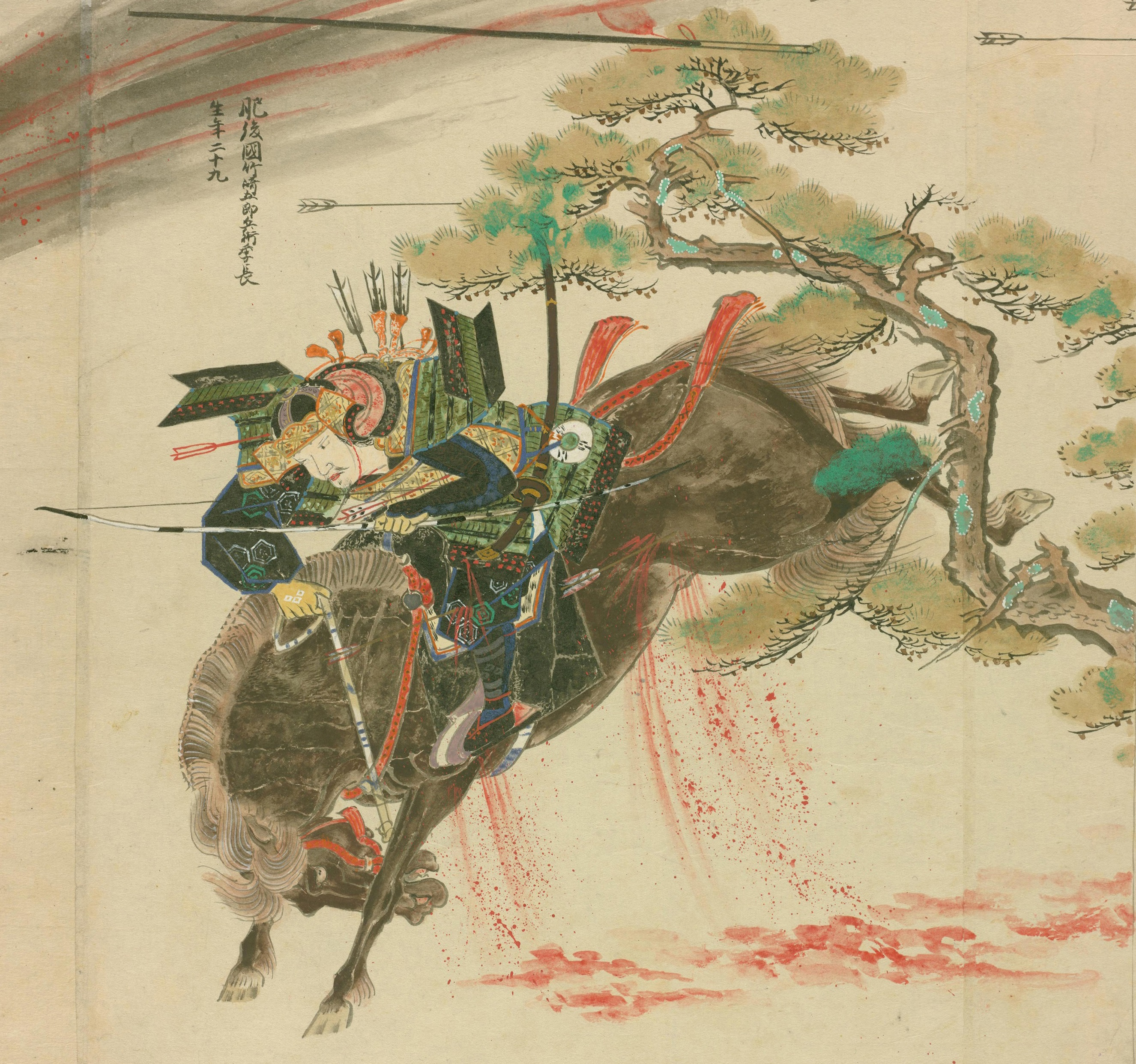
Takezaki Suenaga enfrentando flechas mongóis e bombas típicas contendo pólvora (detalhe, c. 1293), Rolo de pintura da história das Invasões do Japão pelos Mongóis, Mōko Shūrai Ekotoba, Museu das Coleções Imperiais, no Kōkyo, Tóquio
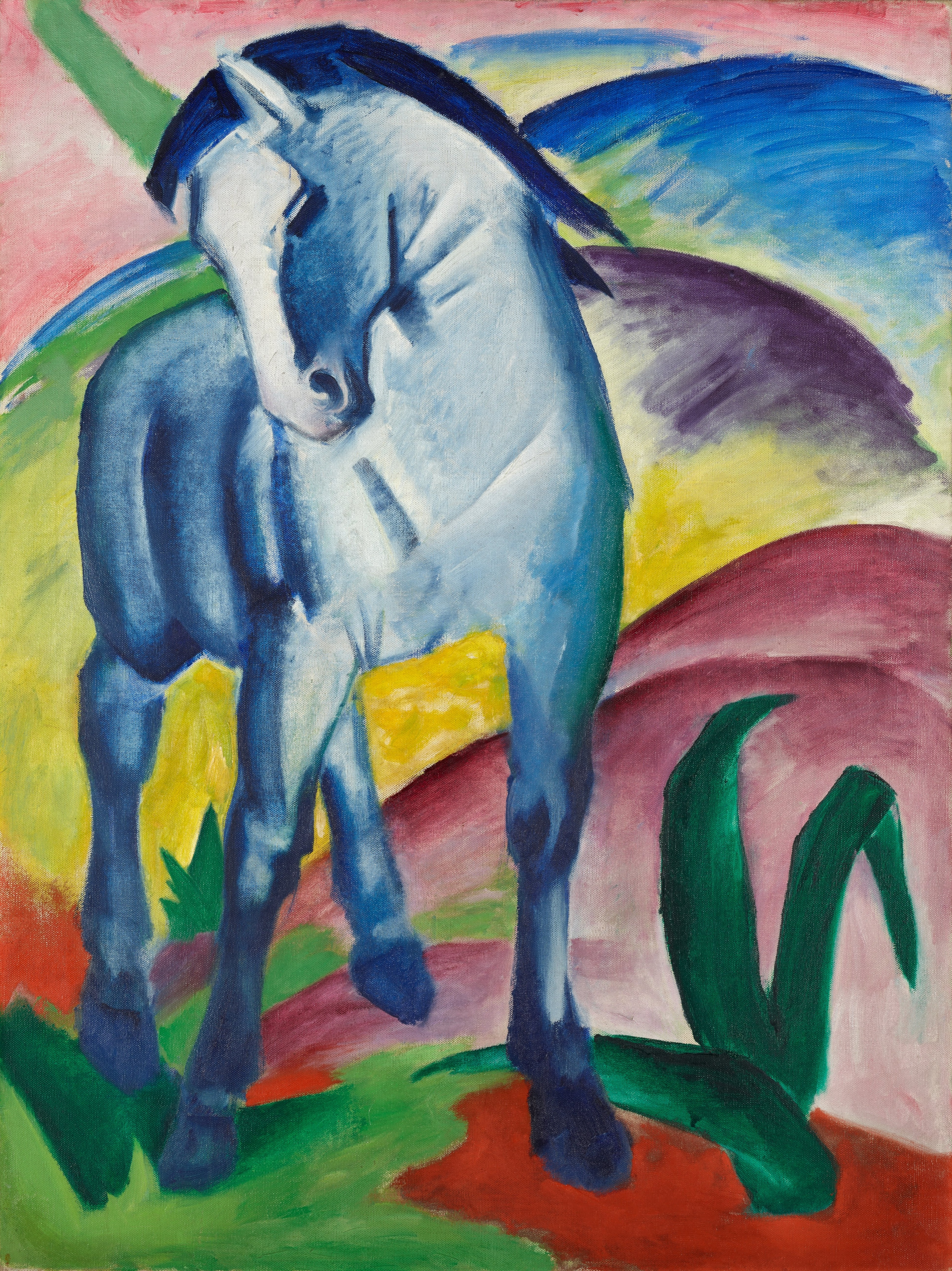
Cavalo Azul I (1911), Franz Marc, na Lenbachhaus, Munique
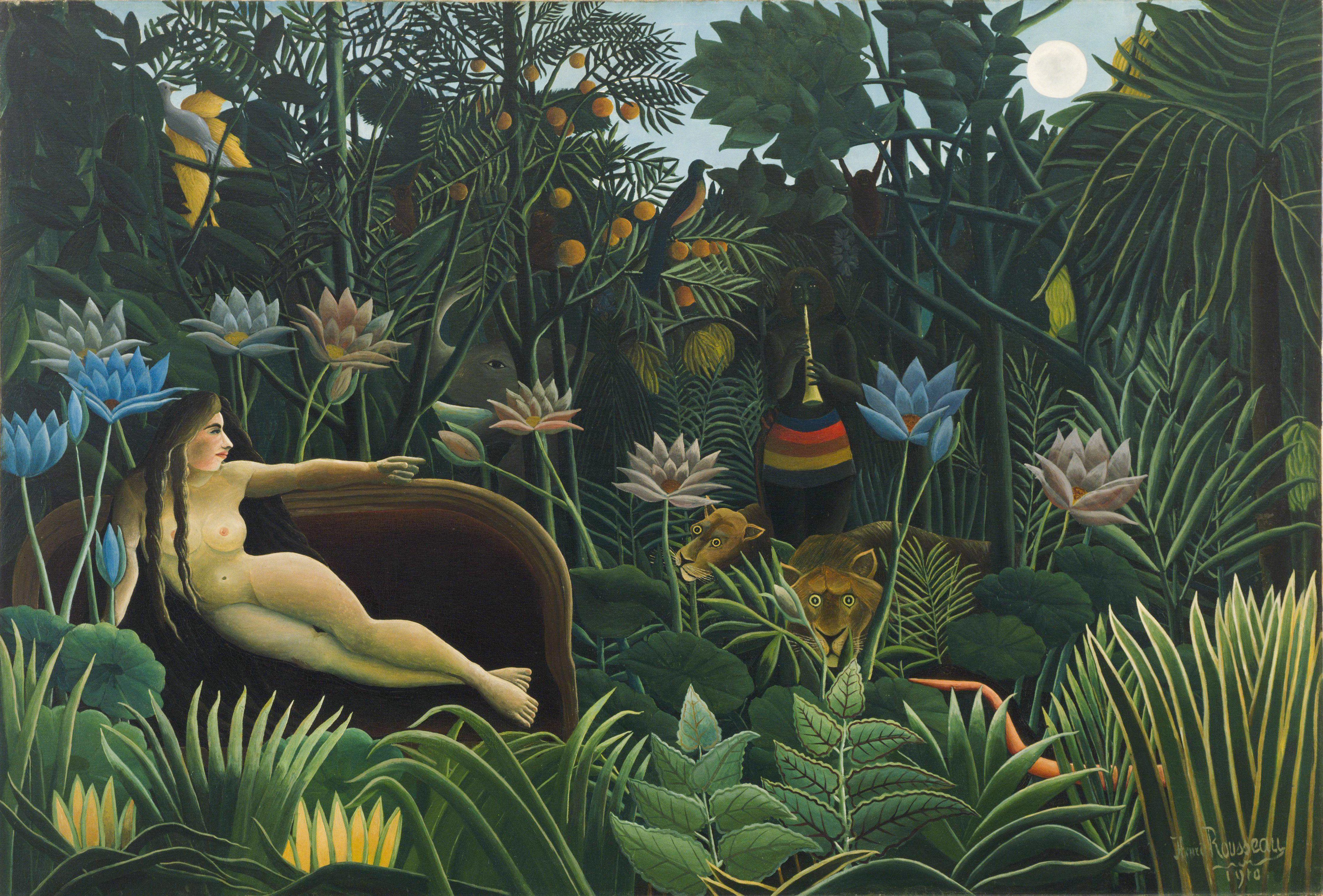
O Sonho (1910), Henri Rousseau, no Museu de Arte Moderna (Nova Iorque)